# Aleksandar Prijović
Pour les articles homonymes, voir Prijović.
Aleksandar Prijović (en serbe en écriture cyrillique : Александар Пpиjoвић), né le 21 avril 1990 à Saint-Gall en Suisse, est un footballeur international serbe qui possède également la nationalité suisse. Il évolue actuellement au poste d'avant-centre.

## Biographie

### Carrière en clubs

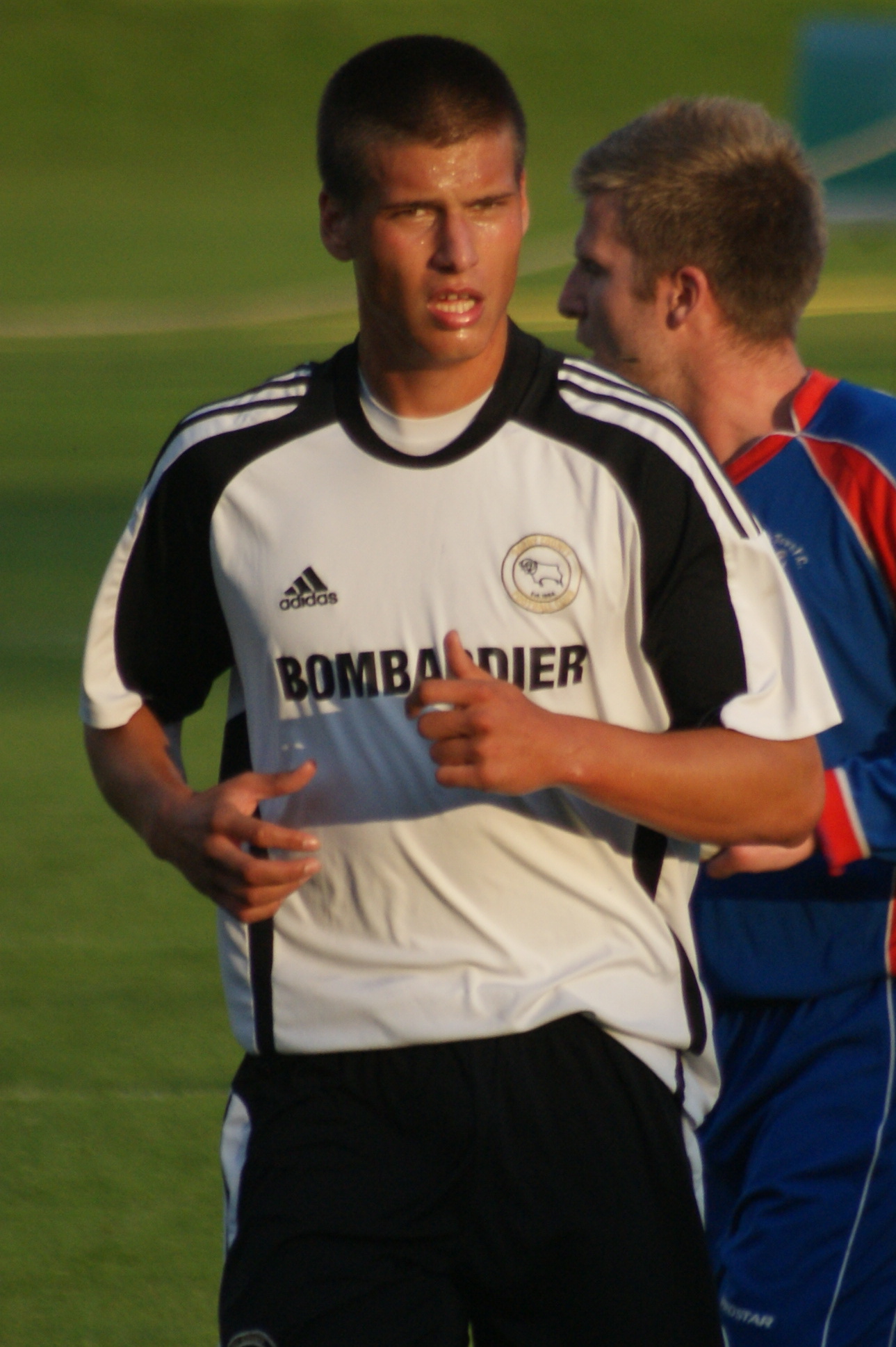
Aleksandar Prijović avec Derby County en 2008

Le 10 janvier 2019, alors qu'il était deuxième meilleur buteur du championnat de Grèce avec 9 buts, Aleksandar Prijović quitte le PAOK Salonique pour s'engager pour quatre ans et demi avec le club saoudien d'Al-Ittihad.
Le 15 octobre 2021, libre de tout contrat, il s'engage jusqu'en juin 2023 en faveur du club australien du Western United.

### Carrière en équipe nationale
Aleksandar Prijović est international serbe.

## Palmarès

### En club
| FC Sion - Coupe de Suisse (1) : - Vainqueur : 2010-11. |  | Legia Varsovie - Championnat de Pologne (2) : - Champion : 2015-16 et 2016-17. - Coupe de Pologne (1) : - Vainqueur : 2015-16. |  | PAOK Salonique - Championnat de Grèce (1) : - Champion : 2018-19. - Coupe de Grèce (3) : - Vainqueur : 2016-17, 2017-18 et 2018-19. |

### Distinctions personnelles
- Meilleur buteur du championnat de Grèce en 2017-18 (19 buts)
- Meilleur buteur de la coupe de Grèce en 2017-18 (6 buts)